# Vachonia martinezi
Genre
Espèce
Vachonia martinezi, unique représentant du genre Vachonia, est une espèce de scorpions de la famille des Bothriuridae.

## Distribution
Cette espèce est endémique de la province de Buenos Aires en Argentine.

## Description
Le mâle holotype mesure 53,20 mm et la femelle paratype 43,50 mm.

## Étymologie
Cette espèce est nommée en l'honneur d'Antonio Martínez.
Ce genre est nommé en l'honneur de Max Vachon.

## Publication originale
- Abalos, 1954 : Vachonia, nuevo género de escorpiones. Anales del Instituto de Medicina Regional, Universidad de Tucumán, vol. 4, no 1, p. 119-124.